# Sonnenmasse
Die Sonnenmasse, kurz M☉, ist eine astronomische Maßeinheit, die über die Masse der Sonne definiert wird. Sie beträgt:
{\displaystyle 1\,\mathrm {M_{\odot }} =(1{,}98892\ \pm \ 0{,}00025)\ \cdot 10^{30}\,\mathrm {kg} }
Dies entspricht 1,99 Quintillionen kg oder 332.946 Erdmassen.
Die Einheit Sonnenmasse wird verwendet, um die Masse astronomischer Objekte anzugeben, die massereicher als Planeten sind. Darunter fallen zum Beispiel Sterne und Sternhaufen, massereiche Gasnebel und Dunkelnebel, Galaxienkerne, Schwarze Löcher oder ganze Galaxien. Seltener werden die Massen von Galaxienhaufen oder dem beobachtbaren Universum in Sonnenmassen angegeben.
Die meisten anderen Sterne haben Massen zwischen 0,1 und 10 Sonnenmassen. Die Masse der Sonne liegt also im Durchschnitt der Massen der Hauptreihensterne. Vereinzelt gibt es auch deutlich massereichere Sterne mit bis zu 250 Sonnenmassen, z. B. R136a1 im Tarantelnebel.

## Bestimmung
Mithilfe des dritten Keplerschen Gesetzes kann man aus der großen Halbachse der Erdumlaufbahn {\displaystyle a} und der Umlaufdauer der Erde {\displaystyle T} die Masse der Sonne {\displaystyle M_{\odot }} berechnen. Es gilt:
{\displaystyle \mathrm {M_{\odot }} ={\frac {4\pi ^{2}\cdot a^{3}}{G\cdot T^{2}}}}
Dabei ist {\displaystyle G} die Gravitationskonstante.
Die Näherung ist nur gültig, wenn die Masse des umlaufenden Körpers deutlich kleiner ist als die Masse des Zentralkörpers. Bei der Erde und der Sonne ist das der Fall. Eingesetzt ergibt sich:
{\displaystyle \mathrm {M_{\odot }} ={\frac {4\pi ^{2}\cdot (1\,{\text{AE}})^{3}}{G\cdot (1\,{\text{yr}})^{2}}}}
Für die Berechnung muss die Gravitationskonstante bekannt sein. Sie gilt als eine der am schwersten zu bestimmenden Naturkonstanten, weil die Gravitationskraft im Vergleich zu den anderen Grundkräften extrem schwach ist. Heute ist der Wert auf 4 bis 5 signifikante Stellen bekannt; das ist im Vergleich zu anderen Naturkonstanten sehr ungenau. Die erste Messung der Gravitationskonstante erfolgte 1798 von Henry Cavendish. Davor war nur das Produkt aus Erdmasse und Gravitationskonstante bekannt. Daher konnte man die Sonnenmasse nur in Vielfachen der Erdmasse angeben bzw. umgekehrt die Erdmasse in Bruchteilen der Sonnenmasse.
Wegen der historischen Gegebenheit, dass die Sonnenmasse nicht bekannt war und man daher die Massen vieler Objekte (z. B. Planeten) in Sonnenmassen angeben musste, aber auch wegen der handlicheren Zahlenwerte ist diese Einheit auch heute noch gebräuchlich.

## Allmähliche Abnahme
Durch die Kernfusion von Wasserstoff- zu Heliumkernen nimmt die Sonnenmasse allmählich ab. Die Massendifferenz bei der Fusion beträgt etwa 4,3 Millionen Tonnen pro Sekunde und wird als Strahlung frei. Dazu kommt noch ein Viertel dieses Betrags durch den Sonnenwind.
Von langfristiger Bedeutung ist auch die säkulare Zunahme der Sonnenleuchtkraft infolge steigender Temperatur. Sie wird auf einige Prozent in 500 Millionen Jahren geschätzt.

## Verwandte Einheiten
Eine Sonnenmasse entspricht:
- 27.068.510 Mondmassen M☽
- 00.332.946 Erdmassen M♁
- 000.01.048 Jupitermassen M♃

Die Milchstraße hat etwa 180 Milliarden Sonnenmassen, was ca. 3,6 · 1041 kg entspricht. Bei anderen Galaxien sind solche Angaben noch sehr unsicher und derzeit nur für nahe, gut vermessene Systeme bekannt.
In der allgemeinen Relativitätstheorie ist es teilweise üblich, die Masse auch in Längeneinheiten anzugeben. Dabei gilt (mit der Gravitationskonstante G und der Lichtgeschwindigkeit c):
{\displaystyle \mathrm {M_{\odot }} {\frac {G}{c^{2}}}\approx 1{,}48~\mathrm {km} }
Dies ist der Gravitationsradius bzw. halbe Schwarzschildradius der Sonne.